# Jeruzsálem ostroma (Kr. e. 701)
Kr.e. 701-ben Szín-ahhé-eriba (Szanhérib), az Újasszír Birodalom királya (Kr.e. 705 – Kr.e. 681) hadjáratot vezetett a Földközi tenger keleti partvidékére, hogy elfojtsa a Levante államainak lázadását. Hadjáratának keretében megtámadta Júdát is, ahol Lákis ostroma után Jeruzsálem ellen vonult. Az ország vezetője, Hizkija (Ezékiás) király (Kr.e. 716 – Kr.e. 687) védte a várost, amelyet a támadók végül nem tudtak bevenni. Ennek az eseménynek a bibliai elbeszélése a 2Kir 18-18, 2Krón 32. 

## Történelmi háttér
Kr.e. 721-ben az Újasszír Birodalom megtámadta az északi királyságot, Izráelt, és leigázta az országot. A szomszédságában álló déli királyság, Júda, Akház király (Kr.e. 763 – 710) uralkodása alatt az asszírok vazallusa volt, a júdai király váltságdíjat fizetett a Birodalomnak. 705-ben, II. Sargon asszír uralkodó halála után a nyugati államok körében felvetődött az asszírok elleni szövetkezés terve, amibe Hizkija, júdai király is bekapcsolódott. A Biblia beszámolója szerint Hizkija megsemmisítette az idegen kultusz bálványait (2Kir 18:4) és fellázadt az erőszakos hódításba kezdett asszír király ellen (2Kir 18:7), aki ezért 701-ben megtámadta Júda fővárosát, Jeruzsálemet.

## Felkészülés az ostromra
A nyugati államok koalíciót alkottak az asszír uralom ellen, két északi város, Szidon és Türosz, valamint Askelon és Ekron is csatlakozott a szövetséghez.
Hizkija Jeruzsálem megerősítése érdekében megépíttette a körülbelül 533 m hosszú Siloam-alagutat, amely összeköttetésül szolgált a Gíhón-forrás és a Siloam-tó között, és biztosította a város saját vízellátását (2Kir 20:20). A 2 Krónikák 32. fejezet 2-4 versei szerint Hizkija parancsára a városban lévő emberek betömték a városon kívül található forrásokat, ezzel megfosztva az asszír támadókat a víztől. A Jeruzsálemben végzett feltárások arra mutattak rá, hogy az alagút kivezető nyílását gondosan álcázták. Az alagút építésének Biblián kívüli írásbeli emléke a híres Siloám-felirat, amely az alagút építésének történetét örökíti meg. Ebből a feliratból megtudhatjuk, hogy az 533 méter hosszú alagutat kétfelől kezdték el építeni, míg végül a munkások bravúros módon középen összetalálkoztak.

## Az ostrom
Az összeesküvésre válaszul Szin-ahhé-eriba a lázongó levantei államok ellen indult, és egymás után verte le az ellenségeit. Először Babilóniát ostromolta meg és győzte le, majd a nyugati koalíció ellen fordult, elfoglalta Szidont, Türoszt, Askelont, Ekront és Asdódot, és királyait fogságba ejtette. Ezek után Jeruzsálem ellen fordult.
Az asszír sereg két irányból indított átkaroló támadást Júda ellen, északról a középhegység mentén, valamint Lákis irányából. Lákis erődítményét megostromolták, majd elfoglalták, így megnyílt az út Jeruzsálem felé. Hizkija kénytelen volt meghódolni az asszír király előtt, akinek 30 talentum arany és 300 talentum ezüst váltságdíjat fizetett, valamint követeket küldött Lákisba, a király főhadiszállására. Mindezek ellenére a király hatalmas sereget vezényelt Jeruzsálembe, de a várost nem tudta elfoglalni.
A sikertelen ostrom után Szin-ahhé-eriba idejében már nem volt megtorló hadjárat Jeruzsálem ellen, megpróbálták elkerülni a hegyvidéki harcokat.

## A megmenekülés lehetséges okai
A 2Királyok 19:35 szerint az Úr angyala mentette meg Jeruzsálemet az asszír ostromlóktól, mivel egy éjszaka megölt száznyolcvanötezer embert. „Azon az éjszakán eljött az Úr angyala, és levágott száznyolcvanötezer embert. Amikor reggel fölkeltek, mindenfelé holttestek hevertek.” (2Kir 19:35)
Hérodotosz (Történelem, 2:141) szerint a megmenekülést az asszír táborban kitört pestisjárvány okozta, illetve ékírásos források alapján a szabadulást a Babilóniában kiütött zavargások is okozhatták, ahová Szin-ahhé-eribának hamar vissza kellett térnie. Egy további álláspont szerint Egyiptom közvetlen fenyegetése vetett véget az ostromnak, mivel Taharka egyiptomi fáraó fellázadt az asszírok ellen.
Jeruzsálem váratlan megmenekülésében minden bizonnyal fontos szerepet játszott a júdai erődítményrendszer sikeres működése is.

## További irodalom
Bellis, A. O., Lavik, M. H., Park, S.-M. S., Hays, C. B., Pope, J., Dodson, A., Grabbe, L. L., Lloyd, A. B., Younger, K. L., & Aubin, H. T. (2019). Jerusalem’s Survival, Sennacherib’s Departure, and the Kushite Role in 701 BCE: An Examination of Henry Aubin’s Rescue of Jerusalem. Edited by Alice Ogden Bellis. The Journal of Hebrew Scriptures, 19.